# Guerrilla Mail
Guerrilla Mail é um serviço de correio eletrônico temporário, sem registro e com duração de 60 minutos, desenvolvido para combater o spam. Disponível desde 2006, permite criar um endereço de correio eletrônico válido e enviar arquivos de até 150 MB, apagados após 24 horas.